# Bechter moskiewski

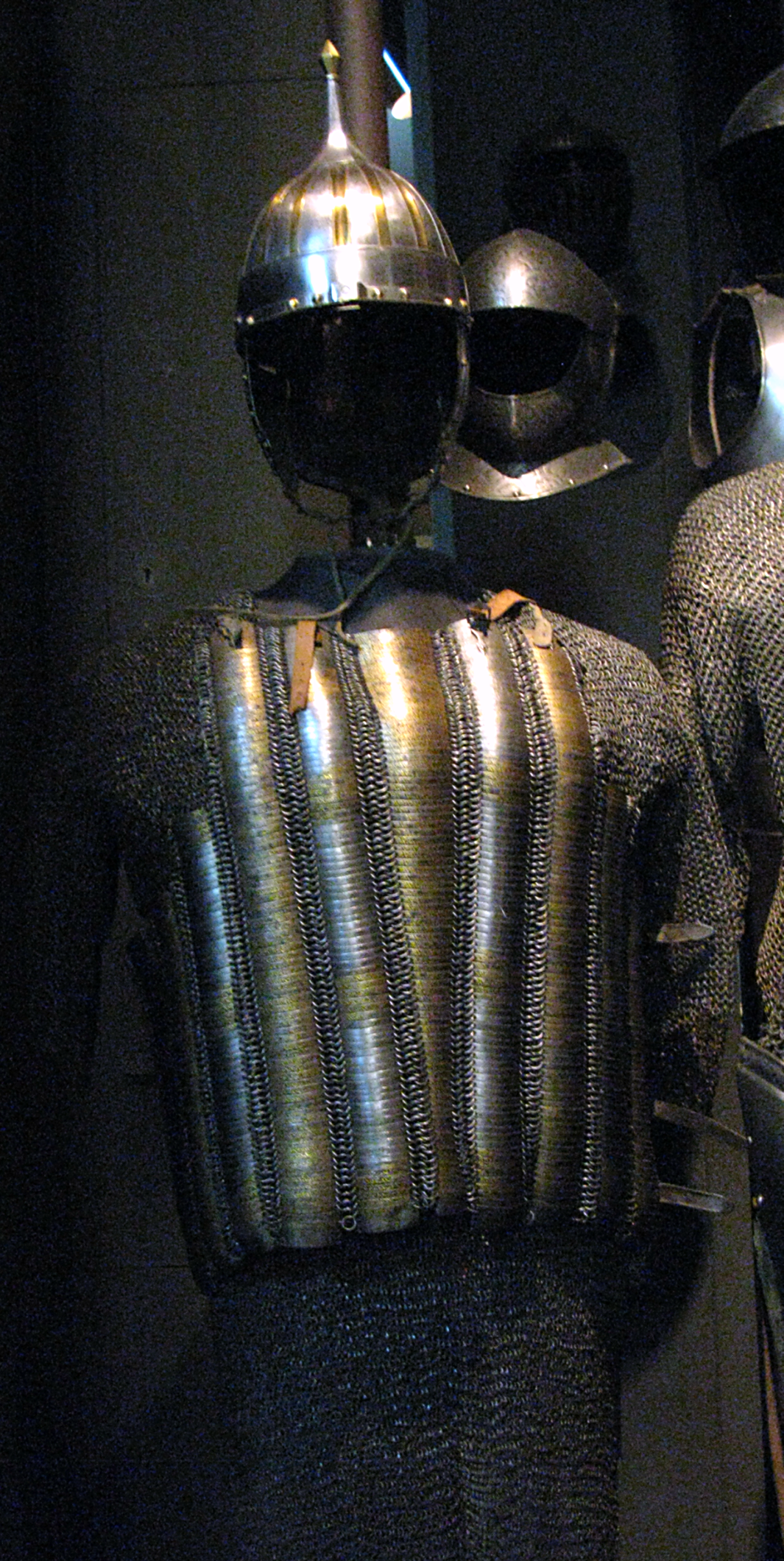
Bechter rosyjski z pierwszej połowy XVII wieku

Bechter moskiewski – forma pancerza płytkowo-kolczego (bechtera) w formie kaftana bez rękawów i kołnierza, sięgającego poniżej pasa, lekko wciętego i zapinanego na ramionach i na lewym barku sprzączkami oraz wiązanego rzemykami. Najdelikatniejszą formą bechterów moskiewskich są bechtery wykonywane dla carów rosyjskich w XVII w. Są one znakomite pod względem technicznym i funkcjonalnym; składają się z wypukłych, metalowych płytek niewielkich rozmiarów, ułożonych pionowo w rzędach (od 12 do 21) pokrywających się częściowo (od góry do dołu lub odwrotnie), tj. jedna przykrywała drugą do 2/3 szerokości, a brzegami łączyła je kolcza plecionka. Połączenie płytek b. m. było tak skonstruowane, że jedna płytka uderzona grotem lub sztychem ściągała na siebie dwie sąsiednie, trzykrotnie wzmacniając w ten sposób osłonę wojownika. Klasyczny bechter moskiewski konstruowano w pięć rzędów napierśnika, siedem rzędów naplecznika i ewentualnie po dwa lub trzy rzędy po bokach, wykuwane płytki były wypukłe i czasami zdobione złotymi napisami oraz ornamentacjami. Bechter przeciętnej długości 70 cm i o masie 12 kg noszono na kolczugach jako bardzo kosztowne, dodatkowe uzbrojenie ochronne, a stać było na nie jedynie dowódców i bogatych bojarów.